# ستيفانو باربا
ستيفانو باربا (بالإيطالية: Stefano Barba)‏ هو لاعب اتحاد الرغبي إيطالي، ولد في 10 يناير 1964 في روما في إيطاليا.

## وصلات خارجية
- ستيفانو باربا عل موقع إسبنسكروم (الإنجليزية)